# Michael Dixon (Biathlet)
Michael „Mike“ Dixon MBE (* 21. November 1962 in Fort William) ist ein ehemaliger britischer Biathlet und vormaliger Skilangläufer. Mit mehreren Platzierungen unter den besten zwanzig Athleten im Weltcup sowie fünf Olympiateilnahmen im Biathlon ist der Schotte der erfolgreichste britische Biathlet überhaupt.

## Karriere

### Olympiateilnahme im Skilanglauf (1984–1986)
Mike Dixon begann seine sportliche Karriere als Skilangläufer. Er nahm an den Olympischen Winterspielen 1984 in Sarajevo teil. Mit der Staffel erreichte er den 14. Rang, über 15 Kilometer belegte er den 60. Platz.

### Britischer Rekordhalter anhand von Olympiateilnahmen (1986–2002)
1986 startete er erstmals in Hochfilzen in einem Sprintrennen im Biathlon und belegte den 71. Rang. 1987 entschloss er sich zum endgültigen Wechsel zum Biathlon. Schon ein Jahr später startete er erstmals in seiner neuen Sportart bei Olympischen Winterspielen. In Calgary belegte er im Einzel den 13. Platz, im Sprint den 21. und mit der Staffel ebenfalls Platz 13. Die Olympischen Spiele 1992 wurden seine erfolgreichsten. Im Sprint wurde er zwar nur 60., doch erreichte er im Einzel den 12. Platz. Bei den Olympischen Spielen 1994 in Lillehammer wurde Dixon 54. im Sprint, bei Olympia 1998 in Nagano 33. im Einzel und 47. im Sprint. Die Olympischen Spiele 2002 in Salt Lake City waren seine sechsten und letzten Spiele; er belegte aber im fortgeschrittenen Alter von 39 Jahren nur noch den 79. Rang im Einzel und den 74. im Sprint. Mit sechs Teilnahmen an Olympischen Spielen ist Dixon britischer Rekordhalter. Wie die Japanerin Seiko Hashimoto, die ihre Teilnahmen bei Olympischen Sommer- und Winterspielen im Eisschnelllauf und Radsport erreichte, und die Italienerin Gerda Weißensteiner, die im Rennrodeln und Bobsport startete, ist Dixon einer der wenigen Olympioniken, der in mehr als einer Sportart an mindestens sechs verschiedenen Spielen teilnahm.

### Top-20-Platzierungen bei Weltmeisterschaften und im Weltcup (1987–2001)
In den Jahren 1987 bis 1989, 1993 sowie 1995 bis 2001 trat Dixon elfmal bei Biathlon-Weltmeisterschaften an. Seine beste Platzierung war der 36. Platz im Einzel bei den Biathlon-Weltmeisterschaften 1999 in Oslo. 127-mal trat er in Weltcup-Rennen (inklusive Staffeln) an. Seine beste Platzierung war Platz 12 im Einzel von Albertville 1990 sowie im Sprint von Nowosibirsk 1992. Dixon ist bis heute der erfolgreichste britische Biathlet. Er war ein ausgezeichneter Schütze und war deshalb vor allem in schießlastigen Rennen wie dem Einzel erfolgreich. National startete er noch bis ans Ende der 2000er Jahre bei Wettkämpfen und sogar Meisterschaften, konnte dort allerdings wie in seiner internationalen Karriere keine Medaillen mehr gewinnen. Nach dem Staffelrennen bei den Olympischen Spielen 2002 beendete er seine Karriere auf Weltcupniveau.

## Persönliches
Mike Dixon war beim 35 Engineer Regiment Hameln stationiert und bekleidete den Rang eines Sergeants. Er ist Träger der British-Empire-Medaille und ein Member of the Order of the British Empire. Dixon ist verheiratet und lebt in Aviemore. Gemeinsam mit dem ehemaligen Skilangläufer Patrick Winterton bildet er seit vielen Jahren das englischsprachige Kommentatorenduo für Eurosport im Weltcup. Dixons Sohn Scott verfolgte ebenfalls eine Biathlonkarriere.

## Statistiken

### Biathlon-Weltcup-Platzierungen
In die Spalte „Staffel“ zählen hier auch die bis 1998 ausgetragenen Teamwettkämpfe.
Die Tabelle zeigt alle Platzierungen (je nach Austragungsjahr einschließlich Olympische Spiele und Weltmeisterschaften).
- 1.–3. Platz: Anzahl der Podiumsplatzierungen
- Top 10: Anzahl der Platzierungen unter den ersten zehn (einschließlich Podium)
- Punkteränge: Anzahl der Platzierungen innerhalb der Punkteränge (einschließlich Podium und Top 10)
- Starts: Anzahl gelaufener Rennen in der jeweiligen Disziplin

| Platzierung         | Einzel | Sprint | Verfolgung | Massenstart | Staffel | Gesamt |
| ------------------- | ------ | ------ | ---------- | ----------- | ------- | ------ |
| 1. Platz            |        |        |            |             |         |        |
| 2. Platz            |        |        |            |             |         |        |
| 3. Platz            |        |        |            |             |         |        |
| Top 10              |        |        |            |             | 5       | 5      |
| Punkteränge         | 9      | 5      |            | 1           | 55      | 70     |
| Starts              | 75     | 81     | 6          | 1           | 60      | 223    |
| Stand: Karriereende |        |        |            |             |         |        |

### Olympische Winterspiele
Ergebnisse bei Olympischen Winterspielen:
|                                          | Einzelwettbewerbe | Staffelwettbewerbe |
| 15 Kilometer                             | Herrenstaffel     |                    |
| ---------------------------------------- | ----------------- | ------------------ |
| Olympische Winterspiele 1984 \| Sarajevo | 60.               | 14.                |

|                                                | Einzelwettbewerbe | Einzelwettbewerbe | Einzelwettbewerbe | Einzelwettbewerbe | Staffelwettbewerbe |
| Einzel                                         | Sprint            | Verfolgung        | Massenstart       | Herrenstaffel     |                    |
| ---------------------------------------------- | ----------------- | ----------------- | ----------------- | ----------------- | ------------------ |
| Olympische Winterspiele 1988 \| Calgary        | 13.               | 21.               | –                 | –                 | 13.                |
| Olympische Winterspiele 1992 \| Albertville    | 12.               | 60.               | –                 | –                 | 18.                |
| Olympische Winterspiele 1994 \| Lillehammer    | 54.               | –                 | –                 | –                 | 17.                |
| Olympische Winterspiele 1998 \| Nagano         | 33.               | 47.               | –                 | –                 | –                  |
| Olympische Winterspiele 2002 \| Salt Lake City | 79.               | 74.               | –                 | –                 | 19.                |

### Biathlon-Weltmeisterschaften
1998 wurde eine reine Verfolgungsweltmeisterschaft ausgetragen; 1992, 1994 und ebenfalls 1998 eine reine Teamweltmeisterschaft.
| Weltmeisterschaften | Weltmeisterschaften      | Einzelwettbewerbe | Einzelwettbewerbe | Einzelwettbewerbe | Einzelwettbewerbe | Staffelwettbewerbe | Staffelwettbewerbe   |
| Jahr                | Ort                      | Einzel            | Sprint            | Verfolgung        | Massenstart       | Herrenstaffel      | Mannschaftswettkampf |
| ------------------- | ------------------------ | ----------------- | ----------------- | ----------------- | ----------------- | ------------------ | -------------------- |
| 1987                | Lake Placid              | 55.               | 46.               | –                 | –                 | 13.                | –                    |
| 1989                | Feistritz                | 48.               | 56.               | –                 | –                 | 13.                | –                    |
| 1990                | Minsk/ Oslo/ Kontiolahti | 12.               | 62.               | –                 | –                 | –                  | –                    |
| 1991                | Lahti                    | 41.               | 41.               | –                 | –                 | 14.                | 14.                  |
| 1992                | Nowosibirsk              | –                 | –                 | –                 | –                 | –                  | 9.                   |
| 1993                | Borowez                  | 88.               | 85.               | –                 | –                 | 21.                | 20.                  |
| 1994                | Canmore                  | –                 | –                 | –                 | –                 | –                  | 10.                  |
| 1995                | Antholz                  | 45.               | –                 | –                 | –                 | 17.                | 19.                  |
| 1996                | Ruhpolding               | 48.               | 52.               | –                 | –                 | 20.                | –                    |
| 1997                | Osrblie                  | 50.               | –                 | –                 | –                 | –                  | –                    |
| 1998                | Hochfilzen/ Pokljuka     | –                 | –                 | 42.               | –                 | –                  | 14.                  |
| 1999                | Kontiolahti/ Oslo        | 36.               | 80.               | –                 | –                 | 16.                | –                    |
| 2000                | Oslo/ Lahti              | 55.               | –                 | –                 | –                 | 18.                | –                    |
| 2001                | Pokljuka                 | 68.               | 55.               | 55.               | –                 | 19.                | –                    |